# Plant-Asset-Management
Die in der Technik verwendeten Begriffe Asset-Management und Plant-Asset-Management sind eine Ableitung des in der Volks- und Betriebswirtschaft verwendeten Begriffs der Vermögensverwaltung. Vermögenswerte können materieller und immaterieller Natur sein, z. B. Produktionsanlagen oder Markennamen und Patente.
Unter Plant-Asset-Management (PAM) versteht man die Verwaltung von Vermögenswerten in Form von Anlagegütern eines Unternehmens, die speziell für die Produktion eingesetzt werden.

## Definition
Die Grundkonzepte des Plant-Asset-Managements sind gleichermaßen für die Prozessindustrie und die Fertigungsindustrie gültig. In diesem Beitrag wird das Thema „Plant-Asset-Management“ (PAM) unter dem Gesichtspunkt der Prozessindustrie betrachtet.
Als Assets in der Prozessindustrie werden nach (siehe Gremien 1–4) betrachtet:
- Assets auf der Ebene der Anlage
- Assets auf der Ebene der Teilanlage
- Assets auf der Ebene des Anlageteils
  - Feldgeräte
  - Hardware
  - Maschinen
  - Rotating equipment
  - Software
  - sonstiges
  - Static equipment

Asset-Management wird durch folgende Aufgaben und Ziele definiert (siehe Gremien 1–2):
1. Erzeugen und Bereitstellen von Informationen, insbesondere über Verlauf und Prognose der Asset-Gesundheit.
2. Organisation des Einsatzes und der Zustandserhaltung der Assets
3. Verwalten der Assets über den gesamten Lebenszyklus hinweg. Von besonderem Interesse sind Identifikation, Asset-Historie, betriebswirtschaftliche und technische Daten

Mit dem Ziel:
- einer Erhöhung der Zuverlässigkeit und Effizienz
- einer Reduktion des Ersatzbedarfs
- einer Wertsteigerung durch Nutzungserweiterung

Der gesamte Lebenszyklus eines Assets umfasst allgemein die Phasen-Planung, Engineering, Beschaffung, Inbetriebnahme, Betrieb, Austausch und Entsorgung. Im Gegensatz zum Asset-Management wird beim Plant Asset-Management (PAM) im Wesentlichen nur die Betriebszeit (Einsatz in einem Unternehmen/Anlage) der Assets betrachtet.

## Abgrenzung des PAM vom Asset-Management
Aus heutiger Sicht und betriebswirtschaftlichen und Imagegründen ist es für ein Unternehmen wichtig, die Produktionsmittel im Sinne ihres Einsatzes und der Erträge zu optimieren.
Das Anlagennahe Asset-Management (PAM) bezieht sich im Gegensatz zu Asset-Management nur auf einen bestimmten Teil der Assets, und zwar auf die Anlagen und deren Unterstufen in der Produktion. Ein Werk wird nicht als ein solches verstanden, sondern es wird maximal ein ganzer Anlagenkomplex als ein Asset definiert. Je nach Bauart und Komplexität einer Anlage, kann unterteilt werden auf der Ebene der Teilanlage und der des Anlagenteils. Bei der Teilanlage betrachtet man einen Gesamtteil einer Anlage, der eigenständig definiert und unterschieden werden kann. Die letzte Ebene ist die des sogenannten Anlagenteils. Hier werden die Einzelkomponenten betrachtet, die laut Verein Deutscher Ingenieure (VDI) als Static Equipment, Rotating Equipment, Maschinen, Feldgeräte, Hardware und Software beschrieben werden.
Ein weiterer, äußerst wichtiger Aspekt, der das PAM von dem AM unterscheidet, ist der betrachtete Bereich des Lebenszyklus. Das Allgemeine Asset-Management betrachtet den gesamten Lebenszyklus, der von der Anschaffung bis hin zu den Ersatzteilen reicht. Das Anlagennahe Asset-Management betrachtet nur einen bestimmten, aber den wohl längsten und wichtigsten Teil des Lebenszyklus: den Betrieb und die Instandhaltung. Der weitere, nicht berücksichtigte Teil, wird durch die sogenannten Nutzergruppen abgedeckt, die Informationen aus dem PAM abgreifen, aber kein wesentlicher Teil dessen sind. Unter Nutzern versteht man Personen aus dem nahen Umfeld anderer Funktionsbereiche, z. B. das Maintenance Management oder die Prozessführung. Für diese sind zum Beispiel Daten aus dem PAM wichtig; dennoch sind sie kein wesentlicher Teil dessen. Das Umfeld kann unterschiedlich aufgestellt sein, da es von der Betriebsart, -größe und dem Produkt abhängig ist.

## Modell des PAM
Das Modell hat sich aus Erfahrungen der Praxis abgezeichnet. Der Verein Deutscher Ingenieure (VDI) hat diese Erfahrungswerte zusammengeführt, um Zusammenhänge und logische Abfolgen im Plant-Asset-Management zu verdeutlichen.

### Das Modell des Plant-Asset-Managements
Die Assets werden überwacht. Aus dieser Überwachung werden Diagnosen ermittelt. Aus den Diagnosen werden Zukunftsverheißungen erstellt. Daraus werden Pläne und mögliche Maßnahmen gegen auftretende Probleme abgeleitet.
All diese Funktionsblöcke werden ständig archiviert. Diese Informationen werden, bevor sie für die Nutzer zugänglich gemacht werden, ausgewertet. Sie werden ausgewertet, analysiert, mit Vergleichswerten abgeglichen und an die richtigen Nutzer verteilt.
Mögliche Empfänger sind Betriebswirte, das Engineering, die Instandhaltung und die Betriebsführung.

## Aufgaben des PAM
Es wird grundlegend in drei Hauptaspekte unterteilt. Zustandsbewertung von Assets, Aufarbeitung, Bereitstellung und die Archivierung der Informationen, Kernaufgaben der Interaktion mit dem Anwender.

### Zustandsbewertung von Assets
1. Performance Monitoring überwacht die Leistungsfähigkeit der einzelnen Assets.
2. Die Asset-Meldungen dienen der Alarmfunktion bei unpassenden oder stark schwankenden Werten. Je nach System und Anlage können Meldungen konfiguriert werden.
3. Condition Monitoring (CM) ist als ein sehr allgemeiner Begriff aufgenommen und lässt sich in diverse Richtungen definieren. Allgemein dient es zur Zustandserfassung und deren anschließenden Bewertung.
4. Die Signalüberwachung hat das Asset hinsichtlich seiner Signalaufnahme im Blick und führt eine anschließende Signalaufbereitung durch.
5. Funktionsprüfung: in der die Funktionssicherheit eines Assets überprüft wird. Dieses kann automatisch oder durch den Bediener erfolgen.
6. Die Zustandsdiagnose
7. Instandhaltungsanforderung
8. Verhaltensprognose
9. Ermittlung des Nutzungsvorrates bedeutet, dass das System bekanntgibt, wie lange ein Asset noch von Nutzen ist. Dies wird von unterschiedlichen Faktoren abhängig gemacht.
10. der Therapievorschlag. Er definiert die Erstellung von Maßnahme Vorschläge zur geforderten Funktion des Assets.
11. Die Performance-Optimierung erstellt Vorschläge bzw. Regelung für einen Optimierungsprozess in Betracht der Leistungsfähigkeit eines Assets.

### Aufarbeitung, Bereitstellung und Archivierung der Informationen
1. Stammdatenmanagement legt eine Basis der Stammdaten eines speziellen Assets dar.
2. Unter der Asset-Historie versteht man die chronologische und systematische Speicherung dieser Daten.
3. Das Versionsmanagement zählt mit zur Asset-Historie, wird aber auf Grund seiner Wichtigkeit explizit als eine Aufgabe definiert. Es dient als Verwaltung der Versionshistorie über den gesamten Lebenszyklus eines Assets.
4. Dokumentenmanagement betrachtet. Es stellt die Asset-bezogenen Dokumente unter Berücksichtigung der jeweils spezifischen Informationen des Assets bereit.

### Kernaufgaben der Interaktion mit dem Anwender
1. Verwalten von Bedienereingriffen. Dies beschreibt nichts anderes als die Erfassung und Analyse der von einem Bediener ausgeführten Tätigkeiten.
2. Parametrierung und die Konfiguration der Module und Komponenten, welche für die Aufgabe des Assets, ausgewählt bzw. angepasst wurde.
3. Bei der Betriebsbewährung spricht man von einer Qualifizierung des Assets im technischen Sinne, anhand von den ausgewerteten Daten. Diese Bewährung zählt auch zu den Hauptaufgaben des Plant-Asset-Management und stellt die Qualifizierungen hinsichtlich des Bereiches bereit.
4. Betriebswirtschaftlichen Kennwerte, wo statt der technischen Bewertung eine betriebswirtschaftliche Bewertung bezüglich der Assets stattfindet.

Aufgrund unterschiedlicher PAM-Modelle und Anforderungen in der Anwendung muss ein PAM-System nicht alle genannten Aufgaben erfüllen.

## Nutzen des Plant-Asset-Management
Die dauerhafte Überwachung der Assets und die Aufzeichnungen von den Anlagenzuständen lässt Rückschlüsse auf die voraussichtliche Nutzungsdauer und den Verschleißgrad zu. Durch diese Analysen wird die bedarfsgesteuerte Instandhaltung ermöglicht, was die Kosten senkt und das Ausfallrisiko von den Assets senkt. Außerdem lassen sich durch erkannte Probleme Optimierungsprozesse entwickeln, welche das Ziel der Leistungsfähigkeitssteigerung verfolgen. Dies führt zur Erhöhung der Effizienz und zu einer Produktionssteigerung.

## Gremien
1. Fachausschuss 6.23 „Plant-Asset-Management“ der VDI/VDE-Gesellschaft Mess- und Regelungstechnik
2. Arbeitsgruppe 4.13 „Asset-Management“ der NAMUR „Interessengemeinschaft Automatisierungstechnik der Prozessindustrie“
3. Open O&M - Multiple industry standards organization – standards for the exchange of Operations & Maintenance (O&M) http://www.openoandm.org
4. MIMOSA - Standards for Operations and Maintenance in manufacturing, fleet, and facility environments. http://www.mimosa.org
5. ISA-95: the international standard for the integration of enterprise and control systems http://www.isa-95.com
6. ISA-88: the international standard for flexibility in production http://www.isa-88.com